# Свечкарь, Константин Геннадьевич
Константин Геннадьевич Свечкарь (17 июля 1984) — российский бегун на 400 метров. Бронзовый призёр чемпионата мира в помещении 2006 года. Серебряный призёр чемпионата Европы в помещении 2013 года. Чемпион России 2010 года. Чемпион России в помещении 2011 года.

## Биография
Константин начал заниматься лёгкой атлетикой в 12 лет во время учёбы в школе № 121, его первым тренером был В. Г. Кильмяшкин.
Через год упорных тренировок в беге на дистанции 100 метров на Спартакиаде народов Сибири (1997 год) Константин завоевал свою первую золотую медаль.
В десятом классе Константина под свой контроль взял заслуженный тренер России Виктор Погребной. Меньше чем через год К.Свечкарь взял «бронзу» на чемпионате России среди юношей. В этом же году завоевал «бронзу» на чемпионате Европы среди юниоров и вошел в юниорскую сборную страны.
В 2003 поступил в Барнаульский педагогический университет.
В 2005 году барнаульский спортсмен в составе сборной России в эстафете 4×400 метров завоевал бронзовую медаль на Всемирной Универсиаде. Это позволило выполнить норматив мастера спорта международного класса.
В марте 2006 года на чемпионате мира в закрытых помещениях, проходившем в Москве, сборная России, в составе которой бежал Константин Свечкарь, завоевала бронзовые медали в эстафете 4×400 метров. За это достижение алтайскому спортсмену в 21 год было присвоено звание «Заслуженный мастер спорта России».
В 2006 году получил диплом преподавателя физической культуры.
В 2007 году Константин завоевал «серебро» на чемпионате России в закрытых помещениях. В июле 2008 года Свечкарь выступал на чемпионате России, по итогам которого формировалась сборная России для участия в Олимпийских играх 2008 в Пекине. Заняв пятое место на дистанции 400 м, алтайский легкоатлет был включен в состав эстафетной команды. На старт ему так и не пришлось выйти.
На чемпионате Европы в помещениях 2013 года Константин завоевывает очередную медаль — «серебро» в эстафете.
На сегодняшний день Константину Свечкарю принадлежат четыре рекорда России в эстафетном беге.
Константин Свечкарь — прапорщик внутренних войсках МВД, является инструктором штатной спортивной команды СФО.

## Основные результаты
| Год  | Турнир                                  | Место проведения    | Место   | Результат | Дисциплина |
| ---- | --------------------------------------- | ------------------- | ------- | --------- | ---------- |
| 2003 | Мемориал Гусмана Косанова               | Алма-Ата, Казахстан | 3       | 47,33     | 400 м      |
| 2003 | Чемпионат Европы среди юниоров          | Тампере, Финляндия  | 3       | 3:08,81   | 4х400 м    |
| 2004 | Чемпионат России среди молодёжи         | Чебоксары, Россия   | 3       | 47,29     | 400 м      |
| 2004 | Чемпионат России                        | Тула, Россия        | 8 (1/2) | 47,54     | 400 м      |
| 2005 | Первенство России среди молодежи        | Тула, Россия        | 1       | 46,68     | 400 м      |
| 2005 | Молодёжный чемпионат Европы             | Эрфурт, Германия    | 5       | 47,87     | 400 м      |
| 2005 | Молодёжный чемпионат Европы             | Эрфурт, Германия    | 7       | 3:05,81   | 4х400 м    |
| 2005 | Летняя Универсиада                      | Измир, Турция       | 10      | 47,57     | 400 м      |
| 2005 | Летняя Универсиада                      | Измир, Турция       | 3       | 3:03,33   | 4х400 м    |
| 2006 | Молодёжный чемпионат России в помещении | Саранск, Россия     | 1       | 47,13     | 400 м      |
| 2006 | Чемпионат России в помещении            | Москва, Россия      | 4       | 46,90     | 400 м      |
| 2006 | Чемпионат мира в помещении              | Москва, Россия      | 3       | 3:06,91   | 4х400 м    |
| 2006 | Чемпионат России                        | Тула, Россия        | 4       | 46,38     | 400 м      |
| 2006 | Чемпионат Европы                        | Тула, Россия        | 7       | 3:04,74   | 4х400 м    |
| 2007 | Чемпионат России в помещении            | Волгоград, Россия   | 2       | 21,42     | 200 м      |
| 2007 | Чемпионат России                        | Тула, Россия        | 4       | 21,50     | 200 м      |
| 2007 | Чемпионат мира                          | Осака, Япония       | 5       | 3:01,62   | 4х400 м    |
| 2008 | Чемпионат России в помещении            | Волгоград, Россия   | 10      | 47,61     | 400 м      |
| 2008 | Чемпионат России                        | Казань, Россия      | 5       | 46,15     | 400 м      |
| 2009 | Чемпионат России в помещении            | Волгоград, Россия   | 2       | 46,91     | 400 м      |
| 2009 | Чемпионат Европы в помещении            | Казань, Россия      | 5       | 3:07,83   | 4х400 м    |
| 2009 | Командный чемпионат России              | Волгоград, Россия   | 3       | 46,90     | 400 м      |
| 2009 | Командный чемпионат Европы              | Лейрея, Португалия  | 3       | 3:02,42   | 4х400 м    |
| 2009 | Чемпионат России                        | Волгоград, Россия   | 2       | 46,20     | 400 м      |
| 2010 | Чемпионат России                        | Саранск, Россия     | 6       | 47,08     | 400 м      |
| 2011 | Чемпионат России в помещении            | Москва, Россия      | 5       | 47,48     | 400 м      |
| 2011 | Чемпионат России                        | Саранск, Россия     | 3       | 46,24     | 400 м      |
| 2011 | Чемпионат мира                          | Тэгу, Япония        | 4       | 3:00,22   | 4х400 м    |
| 2012 | Чемпионат России                        | Чебоксары, Россия   | 7       | 46,46     | 400 м      |
| 2013 | Чемпионат России в помещении            | Москва, Россия      | 3       | 47,56     | 400 м      |
| 2013 | Чемпионат Европы в помещении            | Гётеборг, Швеция    | 2       | 3:06.96   | 4 x 400 м  |

## Награды и звания
- Мастер спорта России международного класса